# Championnat d'Irlande du Nord de football 2016-2017
Navigation
Édition précédente Édition suivante
Le Championnat d'Irlande du Nord de football 2016-2017 est la 115e édition du Championnat d'Irlande du Nord de football. La saison débute en août 2016 et prend fin en mai 2017.
Le Crusaders Football Club est le double champion en titre, après avoir remporté son 6e titre de champion la saison précédente. 
Ards Football Club réintègre la première division deux années après en avoir été chassé grâce à sa victoire dans le NIFL Championship 2015-2016.

## Les 12 clubs participants
| \| Belfast · Cliftonville · Linfield · Crusaders · Glentoran Ballymena United Coleraine FC Portadown FC Dungannon Swifts Glenavon FC Ballinamallard United Carrick Rangers Ards FC \| Localisation des clubs engagés dans le championnat. |
| Belfast · Cliftonville · Linfield · Crusaders · Glentoran Ballymena United Coleraine FC Portadown FC Dungannon Swifts Glenavon FC Ballinamallard United Carrick Rangers Ards FC                                                           |

| Club                                | Stade           | Capacité | Ville          |
| ----------------------------------- | --------------- | -------- | -------------- |
| Ards Football Club                  | Dixon Park      | 5 333    | Newtownards    |
| Ballinamallard United Football Club | Ferney Park     | 2 000    | Ballinamallard |
| Ballymena United Football Club      | The Showgrounds | 7 500    | Ballymena      |
| Carrick Rangers Football Club       | Taylor's Avenue | 6 000    | Carrickfergus  |
| Cliftonville Football Club          | Solitude        | 7 200    | Belfast        |
| Coleraine Football Club             | The Showgrounds | 6 600    | Coleraine      |
| Crusaders Football Club             | Seaview         | 9 100    | Belfast        |
| Dungannon Swifts Football Club      | Stangmore Park  | 3 000    | Dungannon      |
| Glenavon Football Club              | Mourneview Park | 7 300    | Lurgan         |
| Glentoran Football Club             | The Oval        | 14 100   | Belfast        |
| Linfield Football Club              | Windsor Park    | 20 500   | Belfast        |
| Portadown Football Club             | Shamrock Park   | 5 800    | Portadown      |

## La pré-saison
Portadown Football Club est sanctionné d'une pénalité de 12 points pour avoir enfreint les règles de salariat d'un footballeur de son équipe. Le club a payé comme un professionnel un joueur pourtant engagé sous une licence amateur.

## Compétition

### Classement
Le classement est établi sur le barème de points classique (victoire à 3 points, match nul à 1, défaite à 0).
| Rang | Équipe                | Pts | J  | G  | N  | P  | Bp | Bc | Diff |
| ---- | --------------------- | --- | -- | -- | -- | -- | -- | -- | ---- |
| 1    | 'Linfield FC'C        | 89  | 38 | 25 | 8  | 3  | 79 | 23 | +56  |
| 2    | Crusaders FC T        | 87  | 39 | 26 | 6  | 5  | 80 | 34 | +46  |
| 3    | Coleraine FC          | 65  | 38 | 18 | 11 | 9  | 56 | 42 | +14  |
| 4    | Ballymena United CL   | 59  | 38 | 18 | 5  | 15 | 75 | 73 | +2   |
| 5    | Cliftonville FC       | 58  | 38 | 17 | 7  | 14 | 55 | 50 | +5   |
| 6    | Glenavon FC           | 52  | 38 | 13 | 14 | 12 | 55 | 55 | 0    |
|      |                       |     |    |    |    |    |    |    |      |
| 7    | Dungannon Swifts      | 51  | 38 | 14 | 10 | 14 | 66 | 59 | +7   |
| 8    | Ards FC               | 47  | 38 | 13 | 8  | 17 | 61 | 70 | -9   |
| 9    | Glentoran FC          | 46  | 38 | 12 | 10 | 16 | 45 | 53 | -8   |
| 10   | Ballinamallard United | 35  | 38 | 10 | 5  | 23 | 45 | 72 | -27  |
| 11   | Carrick Rangers       | 22  | 38 | 5  | 7  | 26 | 31 | 79 | -48  |
| 12   | Portadown FC          | 13  | 38 | 7  | 4  | 27 | 28 | 75 | -47  |

| Légende : Qualifications et relégations | Légende : Qualifications et relégations                                                                                            |
| --------------------------------------- | --- |
|                                         | Ligue des Champions 2017-2018, premier tour de qualification                                                                       |
|                                         | Ligue Europa 2017-2018, premier tour de qualification                                                                              |
|                                         | Barrage pour le premier tour de qualification de la Ligue Europa 2017-2018                                                         |
|                                         | Barrage pour la relégation en deuxième division                                                                                    |
|                                         | Relégation en deuxième division |
|                                         | T : Tenant du titre P : Promu C : Vainqueur de la Coupe d'Irlande du Nord 2016-17 CL : Vainqueur de la Coupe de la Ligue 2016-2017 |

### Résultats
| Résultats (▼dom., ►ext.)                                   | ARD | BMD | BLY | CAR | CLF | COL | CRU | DUN | GNV | GLN | LIN | POR |
| Ards FC                                                    |     | 3-3 | 2-4 | 3-1 | 2-2 | 1-2 | 0-1 | 3-3 | 0-1 | 2-0 | 0-2 | 1-0 |
| Ballinamallard United                                      | 2-1 |     | 0-1 | 1-3 | 1-2 | 0-3 | 0-1 | 2-0 | 1-1 | 2-1 | 1-2 | 1-2 |
| Ballymena United                                           | 3-4 | 4-0 |     | 2-0 | 3-2 | 2-0 | 2-1 | 1-4 | 3-3 | 4-1 | 1-4 | 2-0 |
| Carrick Rangers                                            | 1-1 | 3-3 | 1-4 |     | 0-3 | 2-0 | 1-4 | 0-3 | 0-0 | 1-2 | 0-2 | 1-1 |
| Cliftonville FC                                            | 2-0 | 1-0 | 2-0 | 1-0 |     | 1-0 | 0-4 | 1-2 | 3-0 | 2-0 | 2-1 | 1-0 |
| Coleraine FC                                               | 1-1 | 3-1 | 2-2 | 2-0 | 0-1 |     | 1-1 | 2-2 | 2-2 | 4-1 | 1-1 | 3-0 |
| Crusaders FC                                               | 1-0 | 5-1 | 6-0 | 3-1 | 4-3 | 1-0 |     | 3-1 | 3-1 | 2-2 | 0-0 | 2-1 |
| Dungannon Swifts                                           | 1-2 | 3-2 | 2-2 | 3-1 | 1-1 | 4-0 | 0-1 |     | 1-1 | 0-1 | 0-4 | 6-0 |
| Glenavon FC                                                | 1-0 | 0-1 | 5-0 | 4-0 | 3-2 | 1-0 | 3-3 | 0-1 |     | 1-1 | 2-2 | 1-0 |
| Glentoran FC                                               | 1-0 | 1-1 | 2-3 | 0-1 | 2-1 | 0-1 | 1-3 | 1-0 | 2-2 |     | 1-2 | 0-0 |
| Linfield FC                                                | 4-0 | 4-0 | 2-1 | 3-0 | 1-2 | 1-1 | 0-0 | 1-1 | 4-0 | 1-1 |     | 4-1 |
| Portadown FC                                               | 0-3 | 2-1 | 0-2 | 4-0 | 0-3 | 0-1 | 2-2 | 2-0 | 0-1 | 0-1 | 0-5 |     |
| - Victoire à domicile - Match nul - Victoire à l'extérieur |     |     |     |     |     |     |     |     |     |     |     |     |

| Résultats (▼dom., ►ext.)                                   | ARD | BMD | BLY | CAR | CLF | COL | CRU | DUN | GNV | GLN | LIN | POR |
| Ards FC                                                    |     | 2-0 | 4-2 | 0-4 |     |     | 2-4 |     | 1-0 | 1-3 |     |     |
| Ballinamallard United                                      |     |     | 1-2 |     | 1-0 | 1-2 |     |     |     |     | 1-2 | 1-0 |
| Ballymena United                                           |     |     |     | 3-1 |     | 1-1 |     | 3-2 | 3-4 | 2-4 |     | 3-0 |
| Carrick Rangers                                            |     | 1-2 |     |     |     |     |     | 0-1 | 0-0 |     | 0-2 | 3-2 |
| Cliftonville FC                                            | 2-1 |     | 2-1 | 0-0 |     | 0-0 |     |     |     | 1-1 |     | 3-0 |
| Coleraine FC                                               | 3-1 |     |     | 2-0 |     |     | 1-0 | 2-1 |     | 2-0 |     | 4-2 |
| Crusaders FC                                               |     | 3-1 | 2-1 | 3-0 | 1-0 |     |     |     |     |     | 1-2 |     |
| Dungannon Swifts                                           | 3-3 | 2-2 |     |     | 2-2 |     | 1-2 |     |     |     | 1-4 |     |
| Glenavon FC                                                |     | 3-0 |     |     | 2-2 | 1-2 | 0-1 | 2-0 |     |     | 1-2 |     |
| Glentoran FC                                               |     | 0-1 |     | 1-0 |     |     | 0-3 | 2-0 | 0-0 |     | 0-1 |     |
| Linfield FC                                                | 5-1 |     | 2-0 |     | 2-0 | 0-1 |     |     |     |     |     | 1-1 |
| Portadown FC                                               | 0-3 |     |     |     |     |     | 1-1 | 0-1 | 1-2 | 0-5 |     |     |
| - Victoire à domicile - Match nul - Victoire à l'extérieur |     |     |     |     |     |     |     |     |     |     |     |     |

| Résultats (▼dom., ►ext.)                                   | BLY | CLF | COL | CRU | GNV | LIN |
| Ballymena United                                           |     | 4-1 |     | 3-0 |     | 0-2 |
| Cliftonville FC                                            |     |     |     | 2-3 | 1-3 | 1-3 |
| Coleraine FC                                               | 1-1 | 2-0 |     |     | 1-1 | 1-5 |
| Crusaders FC                                               |     |     | 3-2 |     | 6-1 |     |
| Glenavon FC                                                | 3-0 |     |     |     |     |     |
| Linfield FC                                                |     |     |     | 1-0 | 3-0 |     |
| - Victoire à domicile - Match nul - Victoire à l'extérieur |     |     |     |     |     |     |

| Résultats (▼dom., ►ext.)                                   | ARD | BMD | CAR | DUN | GLN | POR |
| Ards FC                                                    |     |     |     | 4-1 |     | 3-2 |
| Ballinamallard United                                      | 2-3 | 4-1 |     | 1-4 | 3-0 |     |
| Carrick Rangers                                            | 2-2 |     |     |     | 1-2 |     |
| Dungannon Swifts                                           |     |     | 4-0 |     | 2-1 | 2-0 |
| Glentoran FC                                               | 1-1 |     |     |     |     | 3-0 |
| Portadown FC                                               |     | 1-0 | 2-1 |     |     |     |
| - Victoire à domicile - Match nul - Victoire à l'extérieur |     |     |     |     |     |     |

### Classement des buteurs
| Rang | Nom               | Équipe           | Buts |
| ---- | ----------------- | ---------------- | ---- |
| 1    | Andrew Mitchell   | Dungannon Swifts | 25   |
| 2    | Paul Heatley      | Crusaders        | 21   |
| 3    | Jordan Owens      | Crusaders        | 20   |
| -    | Andrew Waterworth | Ballymena        | 20   |
| 5    | Curtis Allen      | Glentoran FC     | 17   |

### Play-offs

#### Barrages pour la Ligue Europa
| Demi-finale 1    | Ballymena United                                      | 5-2   | Dungannon Swifts       | The Showgrounds        |                        |
| 8 mai 2017 19:45 | Kane 3e 40e · McKinney 36e · McMurray 70e · Owens 82e | (3-0) | Lowe 64e · Glackin 74e | Arbitrage : Ian McNabb | Arbitrage : Ian McNabb |

| Demi-finale 2    | Cliftonville FC                              | 3-5   | Glenavon FC                                                                 | Stade de Solitude        |                          |
| 8 mai 2017 19:45 | Winchester 7e · Curran 33e · J. Donnelly 42e | (3-2) | Marshall 3e · Moorhouse 40e · Singleton 49e · Gray 69e · McGrory 72e (pen.) | Arbitrage : Tim Marshall | Arbitrage : Tim Marshall |

| Finale            | Ballymena United        | 2-1   | Glenavon FC  | The Showgrounds           |                           |
| 12 mai 2017 19h45 | Friel 53e · Braniff 80e | (0-0) | Marshall 67e | Arbitrage : Arnold Hunter | Arbitrage : Arnold Hunter |

#### Barrages de promotion/relégation
| Match aller      | Institute Football Club | 1-1   | Carrick Rangers Football Club | YMCA Grounds, Drumahoe   |                          |
| 9 mai 2017 19:45 | McCrudden 41e           | (1-1) | Murray 43e (pen.)             | Arbitrage : Lee Tavinder | Arbitrage : Lee Tavinder |

| Match retour      | Carrick Rangers Football Club                       | 4-1   | Institute Football Club | Taylors Avenue, Carrickfergus |  |
| 12 mai 2017 19:45 | McVey 11e · McCullough 25e · O'Brien 71e 80e (pen.) | (2-1) | Morrow 12e              |                               |  |

Carrick Rangers Football Club remporte le barrage et se maintient en première division pour la saison 2017-2018.

## Bilan de la saison
| Championnat d'Irlande du Nord de football 2016-2017                       |                                                 |
| Champion                                                                  | Linfield Football and Athletic Club (52e titre) |
| Dauphin                                                                   | Crusaders Football Club                         |
| Coupes et trophées                                                        |                                                 |
| Vainqueur de la Coupe d'Irlande du Nord 2016-2017                         | Linfield Football and Athletic Club             |
| Vainqueur de la Coupe de la Ligue d'Irlande du Nord de football 2016-2017 | Ballymena United Football Club                  |
| Qualifications continentales                                              |                                                 |
| Ligue des champions de l'UEFA 2017-2018                                   | Linfield Football and Athletic Club             |
| Ligue Europa 2017-2018                                                    | Crusaders Football Club                         |
| Ligue Europa 2017-2018                                                    | Coleraine Football Club                         |
| Ligue Europa 2017-2018                                                    | Ballymena United Football Club                  |
| Promotions et relégations                                                 |                                                 |
| Promus en NIFL Premiership                                                | Warrenpoint Town Football Club                  |
| Relégués en NIFL Championship 1                                           | Portadown Football Club                         |